# Ligne de tramway 539/2
La ligne 539/2 est une ancienne ligne de tramway vicinal de la Société nationale des chemins de fer vicinaux (SNCV) qui reliait Fleurus à Onoz.

## Histoire
La ligne est mise en service en 1898 en traction vapeur, le 1er août entre Fleurus École et le dépôt d'Onoz puis le 8 octobre depuis Fleurus École vers la gare de Fleurus (nouvelle section, capital 71), au dépôt d'Onoz, situé près de la gare d'Onoz-Spy des Chemins de fer de l'État belge, elle donne correspondance à la ligne de tramway 539/1 Namur - Onoz. L'exploitation est assurée par la société pour l'exploitation des Chemins de fer régionaux en Belgique (CFRB).
En 1908, l'exploitation de la ligne et des autres autour de Namur est reprise par la société des Chemins de fer vicinaux de Namur et extensions (CFVNE) puis en 1913 la société Mosane reprend l'exploitation de ces mêmes lignes.
La SNCV reprend directement l'exploitation des lignes exploitées par les CFVNE en 1929.
En 1953 elle est remplacée par la ligne 67 du réseau de Charleroi.

## Exploitation

### Horaires
Tableaux :
- 539 (1931)[2], numéro et tableau partagés avec la ligne 539A Namur - Onoz.
- 634 en 1950, numéro et tableau partagés entre la ligne 9 Namur Place d'Armes - Onoz Dépôt et la 634/2 Onoz Dépôt - Fleurus Gare[3].